# Greenback (billet)
Pour les articles homonymes, voir Greenback.
Le nom de greenback se réfère à la monnaie papier imprimée par les États-Unis pendant la guerre civile américaine. L'Union a utilisé cette monnaie pour que l'économie reste stable et permettre de payer la guerre.
Il y a deux types de billets appelés greenback : les United States Notes et les Demand Notes.